# Han Sun-hee
Han Sun-hee, född 9 juni 1973, är en sydkoreansk handbollsspelare (vänstersexa).
Hon var med och tog OS-guld 1992 i Barcelona och OS-silver 1996 i Atlanta.

## Klubbar
- Allianz Life, Seoul
- Hypo Niederösterreich (2006–2008)